# Centaurea argyrophylla
Centaurea argyrophylla là một loài thực vật có hoa trong họ Cúc. Loài này được Acht. & Lindtner mô tả khoa học đầu tiên năm 1940.